# 徐巧芯
徐巧芯（1989年11月18日—），中華民國政治人物，中國國民黨籍，現任臺北市第七選舉區立法委員，曾任臺北市議會議員、中國國民黨青年團總團長、馬英九等四位政治人物辦公室發言人、國民黨內草協聯盟、「日知學塾」與國家安全青年智庫發起人、國際青年民主聯盟副主席、首投族國政觀察團公關組組長等職務。

## 早年及教育
徐巧芯出生於臺北市，出生名為「徐美鳳」，因璩美鳳光碟事件影響，母親在她國中升高中時將她改名。父母共同經營早餐店，父親為苗栗客家人，曾於聯華電子的倉儲部門任職；外祖父湖南常德人，從軍後曾參與抗戰、古寧頭戰役、八二三砲戰，外祖母臺灣人，曾任臺灣省菸酒公賣局公務員，在臺北市生下徐巧芯母親。
徐巧芯就學於臺北市信義區光復國民小學、臺北市立中崙高級中學（國中部、高中部）。原就讀台師大東亞學系政治與經濟組，後轉學至政大政治學系。大學期間她曾任臺灣北部大專院校學生自治聯合協會秘書長，並在國立政治大學學生會擔任過學生議會社會科學學院議員、秘書部部長。
徐巧芯後續在政大進修政治學系碩士班、行政管理碩士學位學程，但皆未能完成。截至2024年2月，她就讀於淡江大學國際事務與戰略研究所碩士班。2018年與男友、時任DailyView網路溫度計總監劉彥澧結婚。並參選2018年直轄市議員台北市松山信義區，年底當選。2022年，成功連任市議員。

## 政治生涯

### 黨務工作
徐巧芯2013年經殷瑋引薦進入中國國民黨青年團，負責輿情分析，同年成為第8屆總團長。 後來參與於國際民主聯盟舉辦之「未來領袖論壇」，與來自全球各地的青年交流；也曾出席國際青年民主聯盟（英語：International Young Democrat Union）理事會，並當選該組織之副主席職務。她後出任中國國民黨中央委員會文化傳播委員會國際資訊暨議題中心主任。
2015年，擔任國民黨總統參選人洪秀柱辦公室發言人，換柱事件後改任國民黨總統參選人朱立倫競選辦公室發言人。同年名列第九屆立法委員選舉國民黨不分區立委名單，排序第17順位。
2016至2018年，擔任前總統馬英九辦公室發言人。
2017年，擔任前臺北市長郝龍斌競選國民黨主席辦公室發言人。

### 臺北市議員

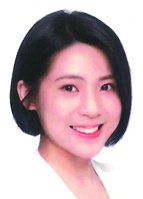
臺北市議員徐巧芯肖像

#### 疫情期間
2021年5月17日，徐巧芯質疑，有民眾陳情部分醫院突然暫停預約疫苗施打，質疑指揮中心出爾反爾。
2021年5月23日，徐巧芯建議，依照市長柯文哲的方案，政府應每日公布快篩陽性數據，PCR檢測結果則每周或每兩周公布一次。她批評衛福部指揮中心在疫情數據報告上缺乏透明度，並誤將問題歸咎於地方政府。

#### NCC網站洩個資
2023年5月24日，徐巧芯議員揭露國家傳播通訊委員會（NCC）網站存在資料洩露風險的事件。該網站要求上傳大量個人資料，並由於使用報單號碼即可搜尋其他用戶個資，存在資安風險。NCC已更新系統，並加強查詢要件，以防止個資外洩。

#### 潛艦國造弊案
2023年11月1日，徐巧芯與媒體人吳子嘉及張禹宣聯合告發潛艦國造小組召集人黃曙光、郭璽、潛艦國造海昌廠長柳思蘶，將潛艦國造機密外洩給韓國顧問。對於該指控，高檢署立他字案偵辦中。

### 立法委員

#### 芯費大戰
2023年1月於擔任台北市議員期間宣布投入2024年立委初選，與時任立委費鴻泰競爭。2023年4月，徐巧芯於吳興市場和中崙市場的掃街活動中，跌倒並控訴遭到費鴻泰辦公室同仁推倒，徐巧芯亦於後續表示影片已證明一切，自己不會計較此事。此外，徐巧芯指控費鴻泰涉嫌「包車載黨員投票」，指出此舉違反了國民黨的候選人公約、黨章，甚至涉嫌賄選。費鴻泰則回應指出有證據可以提告，並且否認與信義區松友里里長張海秋有任何金錢上的往來。初選結果由徐巧芯擊敗費鴻泰勝出，被提名為臺北市第七選舉區立法委員候選人。
2024年1月13日當選台北市第七選區立法委員，擊敗民進黨的許淑華。

#### 面臨罷免
在2024年6月，民眾發起「剷除黑芯」意圖罷免徐巧芯，而曹興誠在2025年2月出任領銜人。
罷免徐巧芯的「剷除黑芯」團隊表示，徐巧芯在地方上的存在感非常低，根本就是一個只活在網絡上的假民代，完全沒有在選區出現。費鴻泰在報稅季的選民服務數量就達到徐巧芯的三倍，而現在的議員許淑華幾乎每個星期都有法律扶助攤位，想要找到許淑華的方式多且直接。徐巧芯在當議員時就沒有服務處，做了立委後服務處更是經常關門，讓人感覺像是一個堆滿雜物的倉庫，完全沒有民代該有的專業感。此外，她的助理謝克洋還曾嗆聲「追星人都是瘋子」，對民眾的言論不當行為更是不勝枚舉。
在2024年的大選中，徐巧芯的主要競爭對手許淑華表示，「撕芯裂費」成為全台矚目的話題，自家人砍自家人，刀刀見骨，甚至連國民黨內部的人都看不下去。這次有很多知識藍和經濟藍的人出來簽署連署書，否則罷免徐巧芯的二階連署不會達到四萬兩千份，這些都是靠支持者的熱情簽出來的。
其他支持罷免她的還包括香港背景的時事評論員蕭若元和演員杜汶澤。曾被徐巧芯栽贓為共諜的外交部專委何仁傑，他的太太也表明支持罷免徐巧芯。
另一方面，徐巧芯除了獲得黨內（例如：謝龍介）的聲援外，還得到了柯文哲的太太陳佩琪的支持。

## 爭議

### 公開粗言穢語以及舉中指行為
徐巧芯曾在直播和一些公開場合中大比中指，還飆罵「ㄘㄠ你媽」。在審理總預算時，更是在直播中大聲罵「ㄍㄢˋ」、「講啥潲」等髒話，引起了一些批評。例如，民進黨立委李坤城因為國民黨強闖《選罷法》等三項惡法，痛批徐巧芯是「國民黨詐騙」，結果徐巧芯即刻用中指回應，還怒嗆：「比你中指啦！垃圾黨！」

### 違規停車事件
2022年5月19日，徐巧芯與丈夫劉彥澧在台北市信義區的餐廳用餐，而將車輛違停在巷道紅線上，遇警員開單，最終當下員警並未開單。員警於上班時間於在Instagram發文提及此事；經員警友人截圖到PTT八卦版指議員施壓撤銷罰單。徐巧芯對違規停車一事道歉，但表示沒有要求警員不能開單，反而當下多次請他開單。事後徐巧芯被補開900元罰單，並且因未確實佩戴口罩，依《傳染病防治法》開罰3千元。
2022年5月27日，台北市政府警察局認本案在外界多日討論及揣測已偏離事實，造成錯誤認知，質疑警察執法公正性，且徐巧芯作為當事人要求公佈影片，因而公布密錄器影片。
2022年5月28日，徐巧芯受訪針對違規停車事件再度道歉，她表示會「檢討自己太多嘴」，強調「可能是說者無心、聽者有意」因而造成誤會。
因為這次事件，有些不喜歡她的人就稱呼她為「900芯」。

### 被告發洩密罪
2024年5月5日，徐巧芯因公開涉及外交部和捷克衛生科技院的機密合約而被質疑洩密。該合約約定為烏克蘭提供1000萬美元援助，特定比例需購自台灣醫材。根據《國家機密保護法》，她可能面臨1年以上、7年以下徒刑。徐巧芯在公布文件時用便利貼遮蔽部分資訊，但此行為仍被認為可能違反《刑法》及《國家機密保護法》。
基進黨秘書長吳欣岱和高雄黨部執行長楊佩樺於2024年5月6日在台北地檢署對徐提起訴訟，指控她洩漏國家機密。時任外交部長吳釗燮稱將對她提起訴訟，而徐則辯稱已盡保密責任。外交部於5月7日正式對其提起訴訟。曾任檢察官的國民黨籍立委吳宗憲認為可爭取外交部具狀檢方撤銷對徐巧芯的洩密調查及起訴，又稱這是司法實務中的常態，民進黨立委則批評這是政治干預司法。

### 公開呼籲襲擊立委陳亭妃
在2024年立法院三讀國會擴權法攻防時，徐巧芯在直播中承認自己對立委陳亭妃「踹她的腳，讓她跌倒」，還表示自己有穿護膝，跌倒不會痛，所以「按住不讓她（陳亭妃）起身」，並說民進黨「就是欠打啊，不打你打誰啊？」說完還搭配得意的大笑。

### 家族涉詐風波
2024年4月，徐巧芯夫家被刑事警察局查出詐騙及洗黑錢，並皆已被羈押禁見，其中包括劉向婕、杜秉澄等人。其中，劉向婕是徐巧芯的大姑，她和杜秉澄為夫妻。
4月17日，徐巧芯被媒體問及此事，突然趴在前來安慰的立委傅崐萁胸前大哭，並表示：「若檢察官調查到我利用我的職權幫助詐騙集團，我願意辭職；如果先生有涉入，我願意離婚。」但後來鏡週刊稱，徐巧芯夫劉彥澧有介入此案。
4月19日，台北市議員苗博雅揭露徐巧芯擁有數量龐大的奢侈品，所戴的勞力士鑲鑽女錶的價格超過台北市議員兩個月的收入，亦屬應申報之財產卻未申報，引發關注。立法委員黃捷指出，徐巧芯所聲明的收入與奢侈品支出之間存在顯著的不匹配。徐巧芯對此則先後表示，「衣服不是精品，裙子是于美人送的」、「早餐店一日收入兩萬元，常和媽媽交換精品包」。因為說詞前後矛盾，更加深了外界質疑。
徐巧芯也未將與婆婆的100萬元借款債權如實申報。針對質疑，徐巧芯解釋包括指涉為代墊款項以及贈與。她在一次直播節目中比喻這筆款項「就像借衛生紙一樣，有在還嗎？」。
台灣基進認為，徐巧芯對婆婆向銀行借貸金額、100萬元是借款或贈與說詞反覆，於4月17日到台北地檢署告發徐巧芯涉及《貪污治罪條例》財產來源不明罪及刑法詐欺罪，相關案件已進入司法調查程序。
6月10日，杜秉澄在開庭時指控徐巧芯涉潛艦聲紋、收受回扣及內線交易等不法案件，而徐巧芯則稱絕無此事，北檢署表示將併案調查。

### 2024年涉嫌洩露國家機密
2024年5月5日，徐巧芯因公開涉及外交部與捷克衛生科技院的機密合約而被質疑洩密。這個合約約定將為烏克蘭提供1000萬美元的援助，並且有特定比例需要購買自台灣的醫療器材。根據《國家機密保護法》，她可能面臨1年以上、7年以下的徒刑。徐巧芯在公布文件時用便利貼遮住部分資訊，但這一行為也被認為可能違反《刑法》和《國家機密保護法》。
基進黨的秘書長吳欣岱和高雄黨部執行長楊佩樺在2024年5月6日向台北地檢署對徐巧芯提起訴訟，指控她洩漏國家機密。當時外交部長吳釗燮表示會對她提起訴訟，而徐巧芯則辯稱自己已經履行了保密責任。外交部在5月7日正式對她提起訴訟。曾任檢察官的國民黨籍立委吳宗憲認為可以爭取外交部要求檢方撤銷對徐巧芯的洩密調查和起訴，但民進黨立委則批評這一行為是政治干預司法。

### 對傅崐萁立場轉變
徐巧芯和馬英九、金溥聰曾經一同痛斥傅崐萁是「病毒」，認為他不應該加入國民黨，但之後她的立場有所轉變。
2020年2月5日，國民黨中常會決定恢復曾因違紀參選而被國民黨開除的立法委員傅崐萁的黨籍。徐巧芯當時批評，認為恢復傅崐萁的黨籍不符合程序正義，應該在新主席任內由新的中常會討論。她還批評傅崐萁在2018年因為炒股案入獄服刑，2019年就參選立委，與國民黨推出的參選人黃啟嘉競爭，當選後馬上回到國民黨，並說「黨難道都不覺得問題很大？」
不過，傅崐萁最終重返國民黨，還擔任國民黨立院黨團的總召，徐巧芯之後卻反而在傅崐萁面前倒頭大哭，這讓一些不喜歡她的人揶揄她的政治適應能力非常強。

### 對外不誠實宣傳個人背景
徐巧芯之前一直保持著家境清貧的形象，自稱是「早餐店女孩」，表示自己沒有錢沒有資源。她曾在2018年5月29日發佈參選文，提到：「我家在松山區開早餐店開了十幾年⋯⋯每天生活在狹小的店面裡，算著一個個十塊銅板，日子真的是苦過來的⋯⋯因為我家沒錢，所以我推出競選小物，希望靠著大家幫忙集資⋯⋯」然而，在家族涉詐案之後，台北市議員苗博雅爆出她擁有大量奢侈品。立委黃捷更是諷刺她，說她在短短六年內，「早餐店女孩變成了勞力士女孩」，因此引發了欺騙選民的嫌疑。

### 外交部共諜案誤用照片
2025年4月，徐巧芯在立法院質詢時指控國安會秘書長吳釗燮的何姓助理涉及共諜案，正接受國安局調查，她出示的照片是從外交部網站截取，但實際為同名同姓的外交部北美司人員，徐巧芯在隔日致歉，檢方收押何姓助理後稱徐巧芯此舉打亂辦案進度，只能提前收網。

## 表演與主持
- Yahoo TV《巧芯聊風向》[76]

### 舞台劇
2023年6月，在全民大劇團的舞台劇《丞相，起風了》台北場飾演「女團團長」。

## 選舉紀錄
| 年度 | 選舉屆數               | 選舉區                                 | 所屬政黨   | 得票數    | 得票率 | 當選標記 | 備註   |
| ---- | ---------------------- | -------------------------------------- | ---------- | --------- | ------ | -------- | ------ |
| 2016 | 第九屆立法委員選舉     | 全國不分區及僑居國外國民立法委員選舉區 | 中國國民黨 | 3,280,949 | 26.91% |          | [ 78 ] |
| 2018 | 第十三屆臺北市議員選舉 | 臺北市第三選舉區                       | 中國國民黨 | 22,929    | 10.27% |          |        |
| 2022 | 第十四屆臺北市議員選舉 | 臺北市第三選舉區                       | 中國國民黨 | 27,205    | 12.72% | 第一高票 |        |
| 2024 | 第十一屆立法委員選舉   | 臺北市第七選舉區                       | 中國國民黨 | 89,727    | 52.62% |          |        |

## 其他記事
徐巧芯和被指在華亞科技園區開發弊案造假的桃園地檢署檢察官陳嘉義是大學時期的好友。徐巧芯形容他的個性活潑，人緣非常好。不過畢業後因為大家工作繁忙，聯絡得很少。

## 外部連結
- 臺北市議會全球資訊網-現任議員簡介 （页面存档备份，存于）
- 徐巧芯的Facebook專頁
- 徐巧芯的Instagram帳戶
- YouTube上的徐巧芯頻道
- 臺北市議員徐巧芯 官網 （页面存档备份，存于）
- 徐巧芯的Threads帳號 （页面存档备份，存于）